# Раймон II (граф Бигорра)
Раймон (Раймунд) II (фр. Raymond II, окс. Raimon II; умер в 1080) — граф Бигорра с 1077 года, сын графа Бигорра Бернара II от первого брака с Клеменцией.

## Биография
Год рождения Раймона неизвестен. Он унаследовал Бигорр после смерти отца в 1077 году. 
Из-за наследства матери у Раймона был конфликт с родственником, графом Комменжа Арно, в результате которого Раймон опустошил часть его владений. Однако они вскоре помирились и в качестве компенсации Раймон отдал Арно аллод, который тот позже передал монастырю Леза.
Раймон умер в 1080 году. Женат он не был, поэтому графство унаследовала его младшая сестра Беатрис I.